# Rich Kids
Rich Kids byla krátce fungující britská hudební skupina. Založil ji Glen Matlock (basová kytara) po svém odchodu ze Sex Pistols.

## Historie
V únoru 1977 Matlock ukončil členství v Sex Pistols a byl nahrazen hudebním analfabetem Sidem Viciousem. Rozhodl se založit vlastní skupinu, kterou pojmenoval Rich Kids. V zakládající sestavě hráli kromě něj Rusty Egan (bicí), Steve New a Mick Jones (oba kytary). Jones však ve skupině nevydržel dlouho a vystřídal ho Midge Ure ze skupiny Slik. Zároveň se po Matlockovi stal hlavním zpěvákem.
Skupina neměla velký komerční úspěch. V roce 1978 vydala své jediné album Ghosts of Princes in Towers a koncem roku se rozpadla. Oficiálně byl rozchod skupiny oznámen až v polovině roku 1979.

## Diskografie

### Singly
- Rich Kids / Empty Words (leden 1978)
- Marching Men / Here Come The Nice (březen 1978)
- Ghosts Of Princes In Towers / Only Arsenic (srpen 1978)

### Alba
- Ghosts Of Princes In Towers - srpen 1978

Seznam skladeb:
1. "Strange One"
2. "Hung On You"
3. "Ghosts Of Princes In Towers"
4. "Cheap Emotions"
5. "Marching Men"
6. "Put You In The Picture"
7. "Young Girls"
8. "Bullet Proof Lover"
9. "Rich Kids"
10. "Lovers and Fools"
11. "Burning Sounds"

- Best of The Rich Kids - 2003

Seznam skladeb:
1. "Strange One"
2. "Hung On You"
3. "Ghosts Of Princes In Towers"
4. "Cheap Emotions"
5. "Marching Men"
6. "Put You In The Picture"
7. "Young Girls"
8. "Bullet Proof Lover"
9. "Rich Kids"
10. "Lovers and Fools"
11. "Burning Sounds"
12. "Empty Words"
13. "Here Comes The Nice" (live)
14. "Only Arsenic"
15. "No Lip" (bonus)
16. "Move, The" (bonus)
17. "Shape Of Things To Come" (bonus)
18. "King" (bonus)
19. "Precious" (bonus)
20. "Just Like Lazarus" (bonus)
21. "Ambition" (bonus)
22. "Twisted" (bonus)
23. "Tomorrow's Zero" (bonus)